# Ursus americanus eremicus
Ursus americanus eremicus és una subespècie de l'os negre americà (Ursus americanus). Es troba a les muntanyes del nord-est de Mèxic (Sonora, Nuevo León, Coahuila de Zaragoza, Chihuahua i, possiblement també, Durango) i certes àrees de Texas. Abans també s'estenia per Zacatecas, Jalisco, Nayarit i Tamaulipas.